# 最後の審判 (ミケランジェロ)
『最後の審判』（さいごのしんぱん、イタリア語 Giudizio Universale）は、ルネサンス期の芸術家ミケランジェロの代表作で、バチカン宮殿のシスティーナ礼拝堂の祭壇に描かれたフレスコ画である。1541年に完成した。

## 依頼の経緯
これより先、ミケランジェロはローマ教皇ユリウス2世よりシスティーナ礼拝堂の天井画を描くよう命じられ、1508年から1512年にかけて『創世記』をテーマにした作品を完成させている。それから20数年経ち、教皇クレメンス7世に祭壇画の制作を命じられ、後継のパウルス3世の治世である1535年から約5年の歳月をかけて1541年に『最後の審判』が完成した。天井画と祭壇画の間には、ローマ略奪という大事件があり、今日、美術史上でも盛期ルネサンスからマニエリスムの時代への転換期とされている。

## 制作
ミケランジェロが『最後の審判』を描くより前、祭壇画としてペルジーノの『聖母被昇天』が描かれており、ミケランジェロは当初ペルジーノの画を残すプランを提案していた。しかしこの案はクレメンス7世により却下され、祭壇の壁面の漆喰を完全に剥がされてペルジーノの画は完全に失われた（スケッチのみが現存する）。
ペルジーノが描いた『聖母被昇天』には、画の発注主であるシクストゥス4世の姿が描かれていたことが判っており、パッツィ家の陰謀により実父を殺されたクレメンス7世による、事件の黒幕とされるシクストゥス4世への復讐であった可能性が指摘されている。

## 構成
『最後の審判』には400名以上の人物が描かれている。中央では再臨したイエス・キリストが死者に裁きを下しており、向かって左側には天国へと昇天していく人々が、右側には地獄へと堕ちていく人々が描写されている。右下の水面に浮かんだ舟の上で、亡者に向かって櫂を振りかざしているのは冥府の渡し守カロンであり、この舟に乗せられた死者は、アケローン川を渡って地獄の各階層へと振り分けられていくという。ミケランジェロはこの地獄風景を描くのに、ダンテの『神曲』地獄篇のイメージを借りた。
群像に裸体が多く、儀典長からこの点を非難され、「着衣をさせよ」という勧告が出されたこともある。この指示を受けて腰布を加筆したのがミケランジェロの弟子ダニエレ・ダ・ヴォルテッラ。ヴォルテッラは後にこれによって“ふんどし画家”という、あまりありがたくないあだ名を奉られることになった。ミケランジェロはこれを怨んで、地獄に自分の芸術を理解しなかった儀典長を配したというエピソードもある。さらにこの件に対して儀典長がパウルス3世に抗議したところ、「煉獄はともかく、地獄では私は何の権限も無い」と冗談交じりに受け流されたという。また、キリストの右下には自身の生皮を持つバルトロマイが描かれているが、この生皮はミケランジェロの自画像とされる。
また画面左下方に、ミケランジェロが青年時代に説教を聴いたとされるサヴォナローラらしき人物も描かれている。

## 修復作業
『最後の審判』などの壁画・天井画は、長年のすすで汚れていたが、日本テレビの支援により1981年から1994年までに修復作業が行われた。壁画・天井画は洗浄され製作当時の鮮やかな色彩が蘇った。ミケランジェロの死後にヴォルテッラが追加した腰布は、一部以外除去された。

## 複製の展示
- 大塚国際美術館 - 実物大のレプリカ。

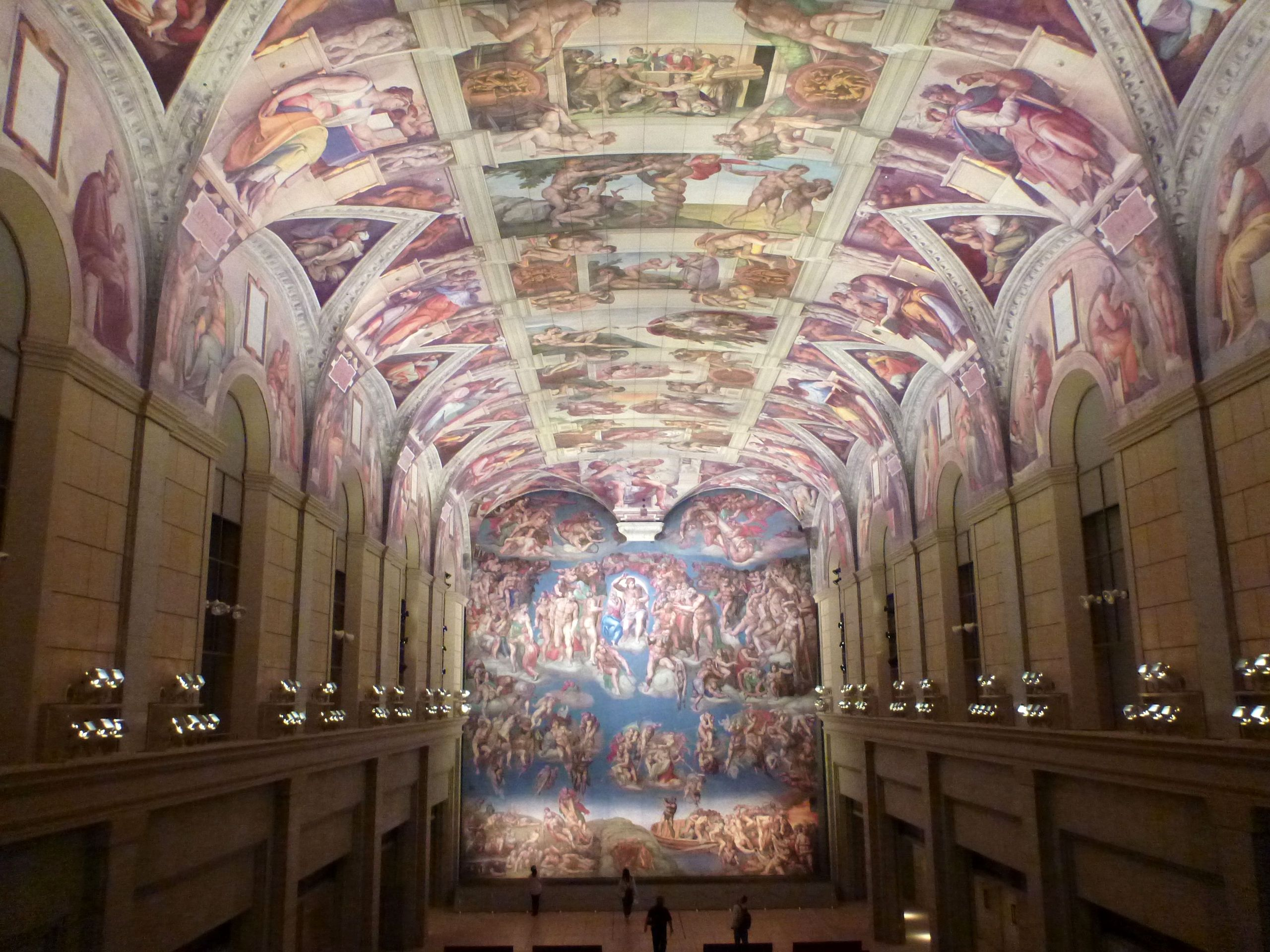
大塚国際美術館での展示の様子。

- 京都府立陶板名画の庭 - 陶器製のほぼ原寸大のレプリカ。